# Pietro Martire Neri
Pietro Martire Neri (Crémone, 1591 - Rome, 1661) est un peintre italien.

## Biographie
Pietro Martire Neri commence par étudier avec le peintre Malosso et termine ses études à Mantoue avec Domenico Fetti. Il connaissait Rubens et Castiglione et fit appel dans cette première période aux clairs-obscurs éloignés des tonalités maniéristes qui avaient toujours cours.
Il déménage de Mantoue à Rome en 1629 avant de rejoindre Milan où il travaille le portrait avant de retourner à Rome vers 1648. Il est possible qu'il ait travaillé avec Diego Vélasquez lors de son second séjour à Rome, et il est vraisemblable qu'il ait connu le Sévillan durant son premier voyage en Italie. Ses toiles subissent à partir de cette époque une indubitable influence de Vélasquez dont il réalisa diverses copies, notamment du Portrait d'Innocent X.
Il intègre en 1653 l'Académie de Saint-Luc dont il devient prince en 1654.